# Faisan de Lady Amherst
Chrysolophus amherstiae
Espèce
Statut de conservation UICN

 LC  : Préoccupation mineure
Le Faisan de Lady Amherst (Chrysolophus amherstiae) est une espèce d'oiseaux galliforme de la famille des Phasianidae. L'espèce est nommée d'après la comtesse et naturaliste Sarah Amherst, épouse de William Pitt Amherst, gouverneur général des Indes, responsable de l'envoi du premier spécimen à Londres en 1828. Il est encore nommé Faisan d'Amherst.
Il est originaire du sud-Ouest de la Chine et de la Birmanie, mais a été introduit dans d'autres pays. Il existe en particulier une petite population en Angleterre, dans le Bedfordshire.

## Description
Le mâle adulte mesure entre 100 et 120 cm de long, dont 80 cm de queue. Il est bien reconnaissable à sa tête noir et argent, son croupion et sa longue queue grise et son corps au plumage rouge, bleu, blanc et jaune. Sa collerette peut être exhibée gonflée.
Cette espèce est étroitement apparentée au faisan doré, avec lequel elle peut se reproduire en captivité.
La femelle est beaucoup moins voyante, avec un plumage brun tacheté, comme celui du faisan de Colchide femelle. Elle ressemble aussi à celle du faisan doré, mais a la tête plus sombre et le ventre moins tacheté.
En dépit de l'apparence du mâle, ces oiseaux sont très difficiles à apercevoir dans leur milieu naturel, les forêts subtropicales denses à sous-bois épais. On connaît donc peu de choses de leur comportement.

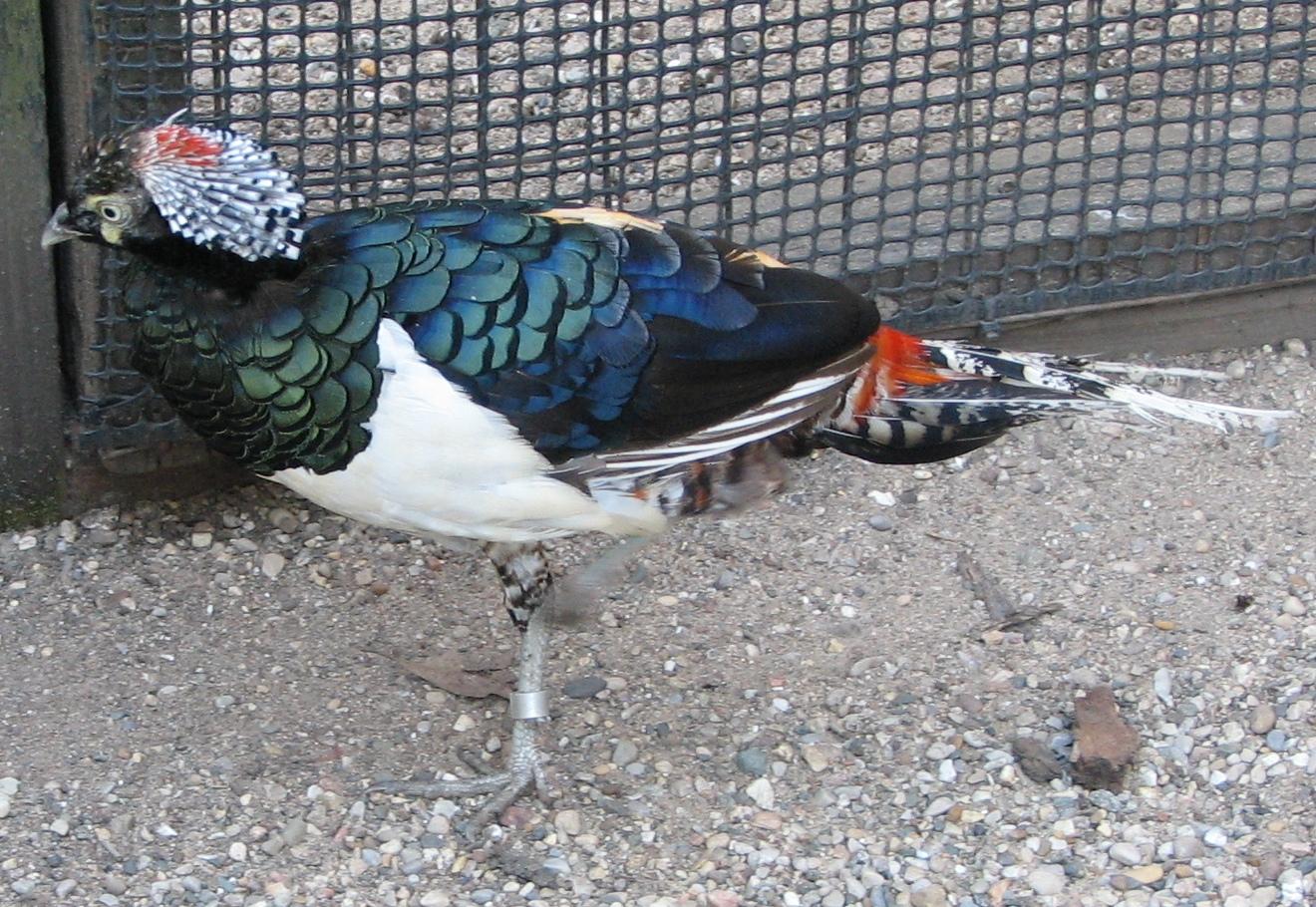
Mâle
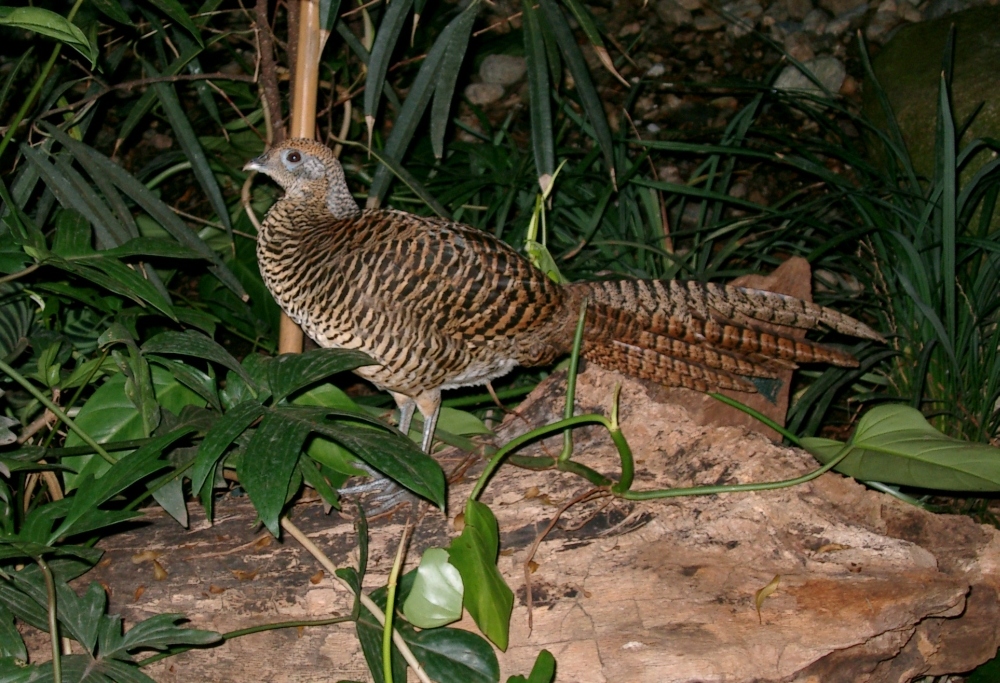
Femelle

## Distribution
Nord-est de la Birmanie, Yunnan, centre et ouest du Guizhou, sud-est du Tibet, centre du Sichuan. Introduit au Royaume-Uni où quelques petites populations survivent.

## Dénomination
Les premiers exemplaires importés vivants en Europe furent deux mâles envoyés à Londres en 1828 par William Pitt Amherst, diplomate anglais gouverneur général des Indes de 1824 à 1828. Leadbeater décrivit l’espèce en 1829 d’après ces deux spécimens sous le nom de « Phasianus Amherstiae » en hommage à Lady Sarah Amherst (1762-1838). En effet, Lady Sarah, comtesse d’Amherst et épouse du gouverneur britannique, reçut en présent ces deux faisans du souverain birman Bagyidaw, car elle avait été, dit-on, absolument fascinée par leur beauté. Les oiseaux furent détenus deux ans en captivité en Inde mais ne survécurent pas longtemps en Angleterre. Lady Amherst disparut en 1838 mais son nom reste à jamais associé à ce faisan.
La belle palette de couleurs de ce faisan lui a valu divers noms vernaculaires chinois comme « Houa-ze-ki » ou « Kwa-kwa-chi » qui signifient « faisan fleuri » ou « faisan diamant » (que l’on retrouve d’ailleurs dans le nom allemand « Diamantfasan ») mais le nom officiel chinois est « Baifu jinji ». Le Père David (1877 in Beebe 1931) avait signalé qu’en raison de sa préférence alimentaire pour les pousses de bambou, les chinois lui ont attribué le nom local de « Seng-ky » qui signifie « poule des bourgeons » (Hennache & Ottaviani 2006).

## Habitat
D’après Cheng (1963), le faisan de Lady Amherst affectionne particulièrement les épais fourrés de bambou et les buissons épineux sur les versants des collines rocheuses et des montagnes entre 2100 et 3600 m d’altitude (localement jusqu’à 4500 m dans le Yunnan) mais ne fréquente habituellement pas les forêts.

## Alimentation
Cheng (1963) signale que, dans sa quête, le faisan de Lady Amherst fouille dans le gravier et retourne les cailloux au pied des massifs de bambou et même en eau peu profonde à la recherche d’insectes. Cheng et al. (1978) ajoutent que les estomacs de neuf spécimens collectés dans les provinces du Seutchouan et du Yunnan contenaient du grain, des noisettes, des graines et des gravillons. Enfin, des poussins ont été observés en train de se nourrir de framboises (Rubus sp.), d’airelles (Vaccinium spregelli) et de corroyères (Coria sinica) (Han et al. 1989).

## Comportement
C’est un faisan farouche et difficile d’approche, apparaissant furtivement à découvert et se retirant aussitôt à couvert en lisière forestière en cas de danger. Les mâles trahissent leur présence quand ils lancent leurs cris, dès l’aube, perchés sur des arbres (Hennache & Ottaviani 2006).
Il a été observé seul, en couples ou en trios. Selon Cheng (1963), les groupes comprenant un mâle en compagnie d’une ou deux femelles sont habituels alors que les bandes comptant 20 à 30 sujets ne se forment qu’occasionnellement en automne et en hiver. En cas d’hiver rigoureux, de telles bandes fuient les fortes chutes de neige et se réfugient dans les vallées pour concentrer leur activité dans les champs moissonnés, en quête de nourriture.

## Parade nuptiale
Elle est assez similaire à celle du faisan doré. En parade nuptiale, le mâle, collerette ouverte, poursuit inlassablement la femelle en courant, parfois même en sautant. Une fois arrivé à son niveau, il déploie au maximum le côté de sa collerette orienté vers elle, abaisse les ailes pour dévoiler son croupion gonflé et écarte légèrement la queue, mettant en valeur les larges rectrices bordées des sus-caudales rouge orangé. Tant que la femelle reste immobile (elle est souvent occupée à se nourrir) il garde cette posture mais en cas de fuite, il la poursuit à nouveau avec empressement, tourne sans cesse autour d’elle et tente de lui barrer le passage pour exhiber à nouveau sa collerette en éventail. Si elle s’enfuit à nouveau, il se retourne brusquement et répète son manège dans l’autre sens. Parfois il tente de poser une patte sur le dos de la poule ou de lui griffer les flancs jusqu’à ce qu’elle cède en adoptant une attitude de soumission provoquant immédiatement l’accouplement. La copulation terminée, il lance un bref sifflement d’excitation (Hennache & Ottaviani 2006).

## Nidification
Han et al. (1988, 1989, 1990) ont mené des études de terrain sur la biologie de reproduction dans la région de Gulu, dans la province du Yunnan. Les mâles adoptent un comportement nettement territorial par l’émission de cris dans un biotope spécifique de forêt de conifères et de forêts secondaires de pins (Pinus armandi) où ils paradent dans de petites clairières à partir de la mi-mars. La période de ponte commence à la mi-avril mais aucun mâle n’est alors présent dans le secteur. Le nid est une petite cavité ronde et peu profonde, grattée sur le sol, tapissée de feuilles mortes et dissimulée au pied d’un fourré ou sous une branche morte ; quatre nids contenaient six œufs, un seul en contenait sept.

## Statut, conservation
L’espèce est considérée comme « franchement florissante dans les habitats favorables » par Madge & McGowan (2002) avec une estimation des effectifs à plusieurs dizaines de milliers d’oiseaux. Néanmoins, Fuller et Garson (2000) la considèrent comme presque menacée. La cause principale de sa raréfaction est la destruction de son habitat entraînant une fragmentation des populations. Il convient d’ajouter que des peaux sont vendues comme articles d’ornement sur les marchés chinois et que des sujets vivants, en cage, sont également offerts à la vente sur les marchés alimentaires traditionnels (Howman 1993).

## Hybridation

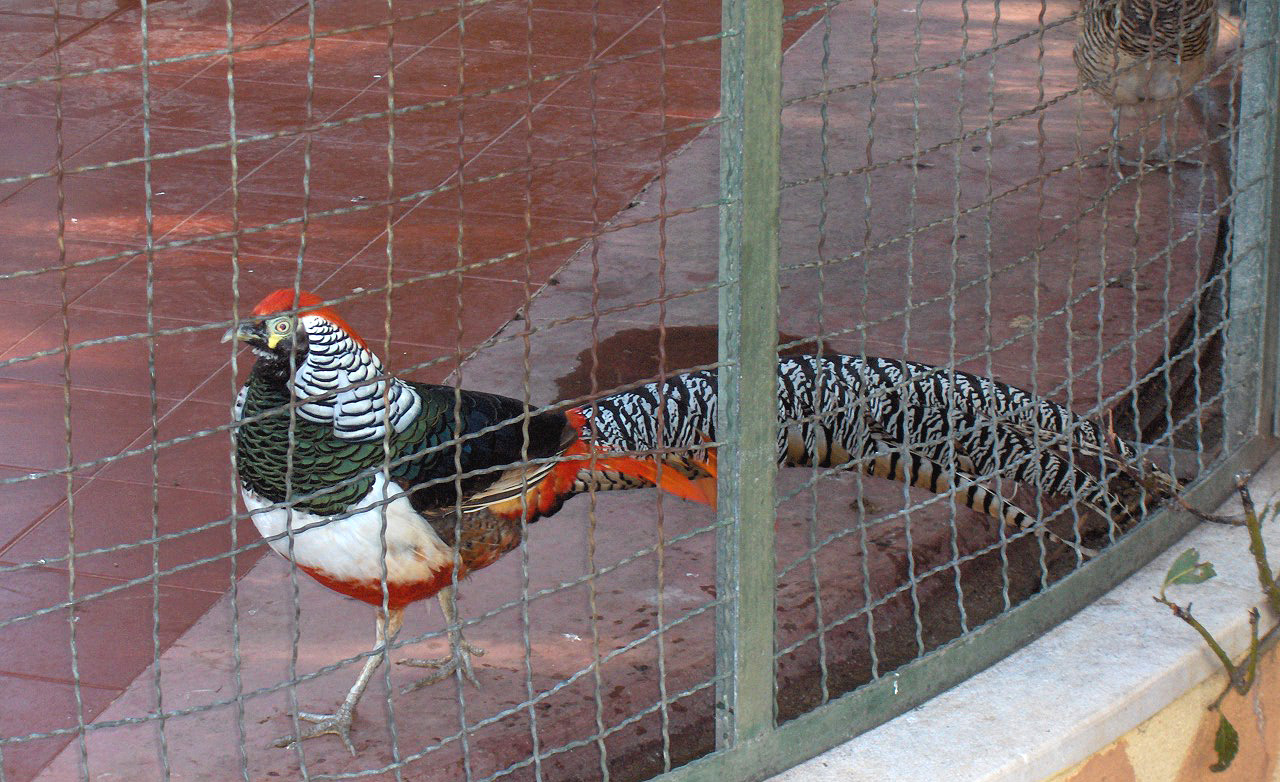
Hybride avec Faisan doré : La crête rouge devrait descendre moins bas et la poitrine ne devrait pas être rouge.
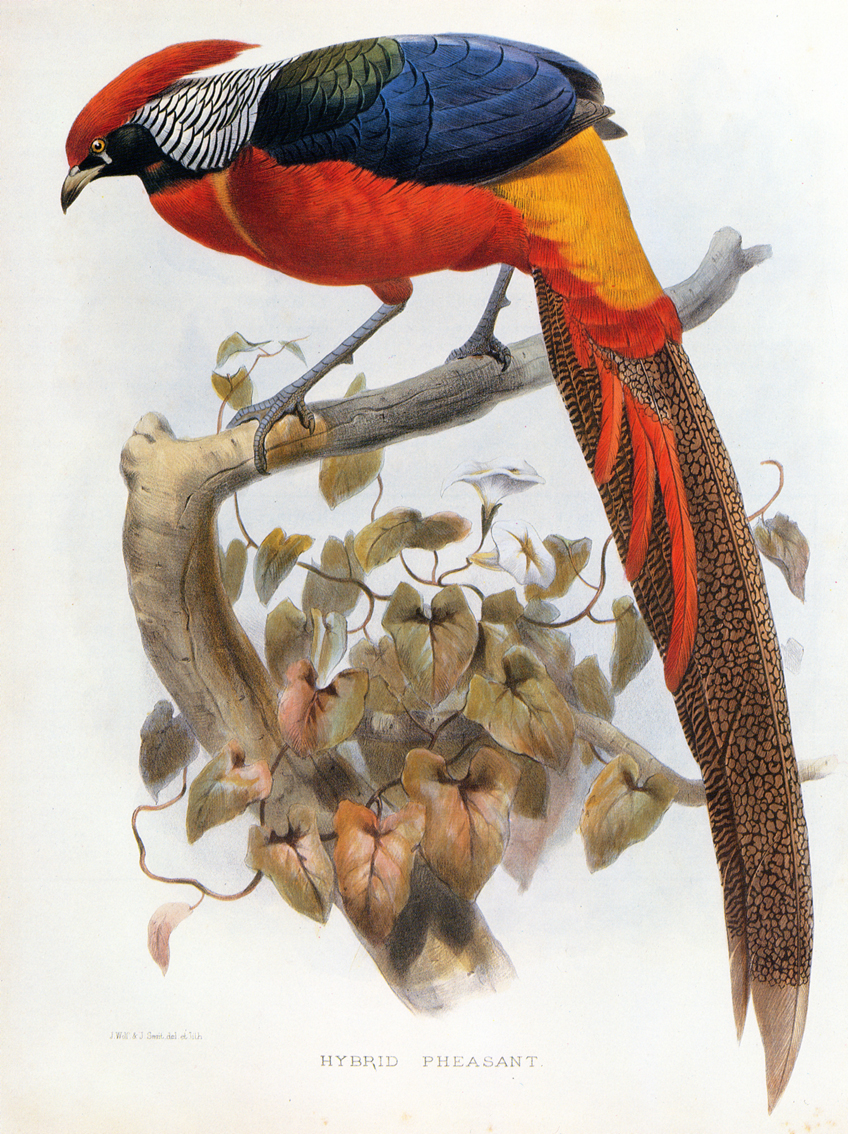
Faisan hybride Chrysolophus pictus × C. amherstiae, lithographie extraite de A Monograph of the Phasianidae de Daniel Giraud Elliot.

Le Faisan de Lady Amherst est très proche du Faisan doré (Chrysolophus pictus), avec lequel il peut s'hybrider, produisant des jeunes fertiles et colorés.